# لوی-مونتالچینی ۹۷۲۲
سیارک ۹۷۲۲ (به انگلیسی: 9722 Montalcini، نامگذاری:1981EZ) نه هزار و هفتصد و بیست و دومین سیارک کشف شده‌است که در ۴ مارس ۱۹۸۱ کشف شد.